# Михеевское сельское поселение (Кировская область)
Михеевское сельское поселение  — упразднённое муниципальное образование в составе Лебяжского района Кировской области России.
Центр — деревня Михеевщина.

## История
Михеевское сельское поселение образовано 1 января 2006 года согласно Закону Кировской области от 07.12.2004 № 284-ЗО.
Законом Кировской области от 27 июля 2007 года № 151-ЗО в состав поселения включены все населённые места упразднённых Елизаровского, Елькинского и Меляндинского сельских поселений.
Законом Кировской области от 28 апреля 2012 года № 141-ЗО в состав поселения включены все населённые места упразднённых Вотского, Окунёвского, Красноярского и Кокоревского сельских поселений.
К 2021 году упразднено в связи с преобразованием муниципального района в муниципальный округ.

## Население
| 2010  | 2012  | 2013  | 2014  | 2015  | 2016  | 2017  |
| ----- | ----- | ----- | ----- | ----- | ----- | ----- |
| 971   | ↘922  | ↗2352 | ↘2254 | ↘2172 | ↘2088 | ↘1999 |
| 2018  | 2019  | 2020  | 2021  |       |       |       |
| ↘1925 | ↘1815 | ↘1753 | ↘1411 |       |       |       |

## Состав
В поселение входят 40 населённых пунктов (население, 2010):
| - деревня Михеевщина — 178 чел.; - деревня Большие Шоры — 35 чел.; - село Боровково — 48 чел.; - деревня Елизарово — 223 чел.; - деревня Елькино — 107 чел.; - деревня Золотавино — 23 чел.; - деревня Кругленки — 5 чел.; - деревня Лоптино — 15 чел.; - деревня Марамзино — 5 чел.; - село Мелянда — 76 чел.; - деревня Молченки — 3 чел.; - деревня Окольники — 10 чел.; - деревня Савино — 0 чел.; - село Синцово — 187 чел.; | - деревня Толстик — 1 чел.; - деревня Трифонята — 4 чел.; - деревня Чистовражье — 9 чел.; - деревня Чупраки — 38 чел.; - деревня Шишкино — 4 чел.; - село Вотское — 191 чел.; - деревня Большой Сердеж — 0 чел.; - деревня Малый Сердеж — 0 чел.; - деревня Мысы — 27 чел.; - деревня Слудка — 5 чел.; - посёлок Окунево — 393 чел.; - деревня Гари — 6 чел.; - хутор Гурино — 2 чел.; - деревня Сазаново — 1 чел.; | - деревня Кокорево — 88 чел.; - деревня Малый Рын-Дудорово — 63 чел.; - деревня Малый Рын-Мари — 55 чел.; - деревня Ситьмяна — 23 чел.; - деревня Соль-Грязь — 47 чел.; - деревня Фомины — 25 чел.; - село Красное — 220 чел.; - деревня Лотовщина — 31 чел.; - деревня Мальковщина — 6 чел.; - деревня Приверх — 24 чел.; - деревня Редькино — 386 чел.; - деревня Фадеево — 11 чел. |

Деревня Фролово, входившая в состав поселения, была упразднена в 2012 году.

## Известные уроженцы
- Дудоров, Тимофей Дмитриевич (1906—1983) — советский военачальник, генерал-майор.